# 中国人民解放军海军舰载航空兵部队
中国人民解放军海军舰载航空兵部队，机关驻地辽宁省，是中国人民解放军海军航空兵首支舰载航空兵部队。

## 沿革
2011年2月，海军舰载航空兵部队开始筹建。此后边组建、边试验、边训练，先后完成了舰载战斗机试飞员阻拦着舰、滑跃起飞等等任务。经中央军委批准，2013年5月10日，中国人民解放军海军舰载航空兵部队在渤海湾畔正式组建，海军司令员吴胜利出席组建大会并向该部队授予军旗。海军舰载航空兵部队组建后，航母舰载机训练开始从科研试飞阶段向舰载机飞行员培训和舰载机上舰阶段过渡。
该部队由舰载机飞行部队、机务保障部队等组成，装备歼-15战斗机、教练机、多种型号的多用途直升机。该部队官兵是从全军飞行部队中优选而来，其中将近三分之一来自海军的“海空雄鹰团”。
2015年9月3日，在纪念中国人民抗日战争暨世界反法西斯战争胜利70周年阅兵式上，该部队部队长戴明盟带领5架歼-15舰载战斗机组成“V”字形梯队，飞过天安门广场上空，并放下尾钩向人民致敬，这是中国人民解放军海军固定翼舰载机第一次参加盛大阅兵。
2016年4月27日，该部队舰载机飞行员张超在驾驶歼-15进行陆基模拟着舰训练时，飞机发生电传故障坠毁，张超牺牲。2016年11月，中央军委主席习近平签署命令，追授海军舰载航空兵部队一级飞行员张超“逐梦海天的强军先锋”称号。

## 编制

### 舰航第1联队
2013年5月10日，海军舰载航空兵第1联队（正师级）在辽宁兴城成立，首任联队长张少兵海军大校从海军司令员吴胜利手里接过军旗。
舰航1联队下辖歼-15舰载机分队，飞行员大部分来自“海空雄鹰团”（海航第4师第10团），加上舰载直升机分队和机务保障分队约400余名官兵。

### 舰航第2联队
随着南海艦隊的第一艘航空母艦山東艦入役，舰载航空兵第2联队在海南省陵水黎族自治县組建。

### 其他单位
海航独立第4团（舰载机部队），驻宁波江北庄桥航空基地。

## 历任领导
| 部队长 - 张少兵海军大校（2013年—2015年） - 戴明盟海军大校（2015年—2018年5月） - 徐汉军 （2018年5月—？） - 张叶（？—） | 政治委员 - 赵云峰海军大校（2013年—） 参谋长 - 张叶 |